# Rödhättad timalia
Rödhättad timalia (Cyanoderma ruficeps) är en asiatisk fågel i familjen timalior inom ordningen tättingar.

## Utseende och läte
Rödhättad timalia är en liten (12 cm), spetsnäbbad timalia med rostfärgad hjässa. Jämfört med liknande rostpannad timalia (C. rufifrons) är ögonbrynsstreck gulbeige snarare än grå, likaså örontäckaren som därmed till skillnad från hos rufifrons kontrasterar med den olivfärgade nacken. Strupen är vidare blek, ej vit, och undersidan mer gulbeige än beige. Sången är en varierande serie bestående av mycket korta och högljudda visslingar.

## Utbredning och systematik
Rödhättad timalia delas upp i sex underarter med följande utbredning:
- Cyanoderma ruficeps ruficeps – östra Nepal till Bhutan, intilliggande sydöstra Tibet, nordöstra Indien (Arunachal Pradesh söderut till södra Assam och norra Manipur) och västra Myanmar
- Cyanoderma ruficeps davidi – centrala och södra Kina (Yangtzeflodens dalgång) till norra Indokina
- Cyanoderma ruficeps bhamoense – nordöstra Myanmar (delstaterna Kachin och norra Shan) till nordvästra Yunnan
- Cyanoderma ruficeps goodsoni – Hainan (södra Kina)
- Cyanoderma ruficeps praecognitum – Taiwan
- Cyanoderma ruficeps paganum – södra Vietnam

### Släktestillhörighet
Tidigare placerades svarthaketimalia med släktingar i Stachyridopsis, då utan kastanjevingad timalia. Studier visar dock att den ingår i släktet, som därmed måste byta namn till Cyanoderma av prioritetsskäl. Längre tillbaka placerades arterna i släktet Stachyris tillsammans med de filippinska arterna som nu förs till Sterrhoptilus och Dasycrotapha i familjen glasögonfåglar.

## Levnadssätt
Rödhättad timalia förekommer på 600-3200 meters höjd i fuktiga städsegröna lövskogars täta undervegetation med bambustånd och täta buskage i öppningar. Den lever av insekter, ibland även bär. Fågeln uppträder i par under häckningstid, resten av året i större och ofta artblandade grupper. Den häckar mellan april och juli.

## Status och hot
Arten har ett stort utbredningsområde och en stor population, men tros minska i antal till följd av habitatförstörelse och fragmentering, dock inte tillräckligt kraftigt för att den ska betraktas som hotad. Internationella naturvårdsunionen IUCN kategoriserar därför arten som livskraftig (LC). Världspopulationen har inte uppskattats men den beskrivs som vanlig till lokalt vanlig.